# Evergestis eurekalis
Evergestis eurekalis là một loài bướm đêm trong họ Crambidae.